# Stazione di servizio R. W. Lindholm
La Stazione di servizio R. W. Lindholm è una stazione di servizio disegnata da Frank Lloyd Wright situata a Cloquet, in Minnesota. La struttura faceva parte originariamente del più ampio progetto per l'utopistica Broadacre City. L'edificio è inserito nel National Register of Historic Places.

## Storia
(Frank Lloyd Wright)
Wright aveva progettato la casa del proprietario dell'impianto, Ray Lindholm, nel 1952 e, sapendo che Lindholm lavorava nel settore petrolifero, gli presentò una proposta per la stazione di servizio, immaginata come parte di Broadacre City, città utopistica concepita negli anni '30. L'idea venne approvata e il progetto fu completato nel 1956. La costruzione costò circa 20000 $, circa il quadruplo delle normali stazioni di servizio dell'epoca.
Aperta nel 1958 sotto il nome dello stesso Lindholm, divenne poi di proprietà della Phillips 66.
La sua costruzione fu solo un parziale successo per Wright, poiché la sua visione del distributore di benzina come centro sociale non prese mai piede. In ogni caso, la Phillips 66 riutilizzò diversi aspetti dell'edificio per il design delle sue stazioni di servizio, come la tettoia triangolare a sbalzo.
L'impianto è stato inserito nel National Register of Historic Places l'11 settembre 1985, per la sua importanza architettonica.
L'impianto, restaurato nel 2008, al 2023 era in funzione sotto il marchio Best.

## Architettura
Nel progetto originale di Broadacre City, Wright pensava alle stazioni di servizio come a punti di riferimento per la comunità e come parte integrante delle sue idee utopiche. In particolare, la sua stazione di servizio sarebbe dovuta essere al centro di un'area che avrebbe dovuto includere anche negozi e aree ricreative.

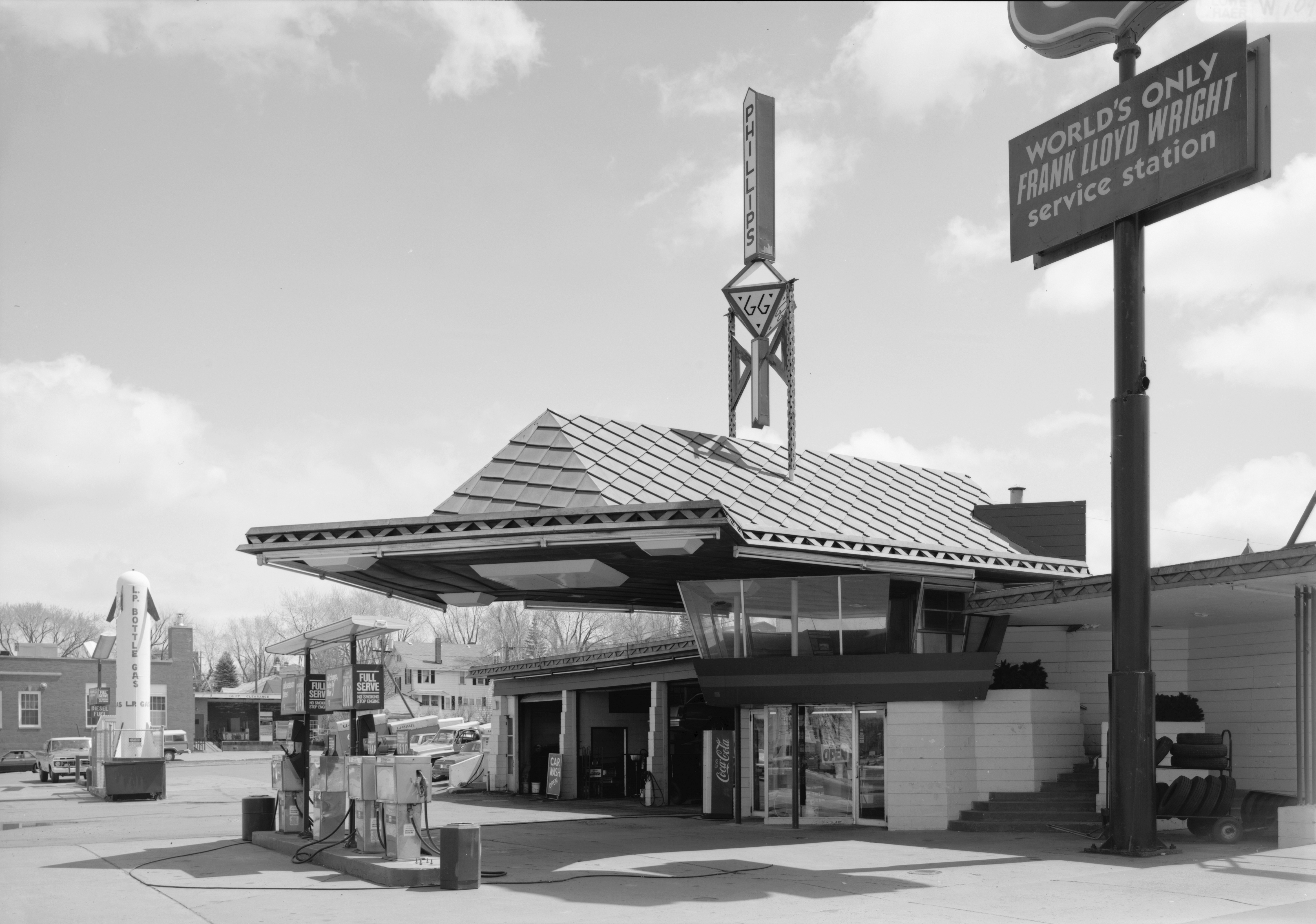
L'impianto negli anni '80/90 sotto il marchio Phillips 66. Si noti il cartello che segnala la paternità di Frank Lloyd Wright

Una tettoia in rame a sbalzo protegge i distributore di benzina; Una delle sue estremità punta al fiume St. Louis, una caratteristica con la quale Wright intendeva collegare simbolicamente il trasporto fluviale all'automobile. Sebbene Wright avesse programmato di installare le pompe di benzina al soffitto per risparmiare spazio (come nell'analogo progetto per una stazione di servizio a Buffalo, mai realizzato, una cui riproduzione è esposta presso un museo locale), le norme di sicurezza lo obbligarono a installare a terra dei modelli convenzionali.
Sotto alla copertura vi è un locale con pareti di vetro, originariamente destinato ad essere il centro sociale immaginato nei piani di Broadacre City. Le campate della stazione sono costruite con blocchi di cemento a gradini; vi sono inoltre alcuni elementi orizzontali che completano l'edificio. I lucernari consentono infine l'ingresso della luce. Nonostante l'importanza delle stazioni di servizio per Broadacre City, l'edificio fu l'unico di questo genere costruito da Wright durante la sua vita. Un'altra stazione di servizio di Wright fa parte del Pierce-Arrow Museum di Buffalo; progettata nel 1927 e mai costruita, una sua riproduzione a grandezza naturale fu realizzata nel 2013 all'interno del museo.